# Dolmens de Kerroc'h
Les dolmens de Kerroc'h, appelés aussi Trou des Chouans,  sont deux dolmens situés à Quéven, dans le Morbihan, en Bretagne.

## Historique
Le site a été fouillé par L. le Pontois en 1890. Les dolmens font l’objet d’une inscription au titre des monuments historiques depuis le 17 juin 1977.

## Description

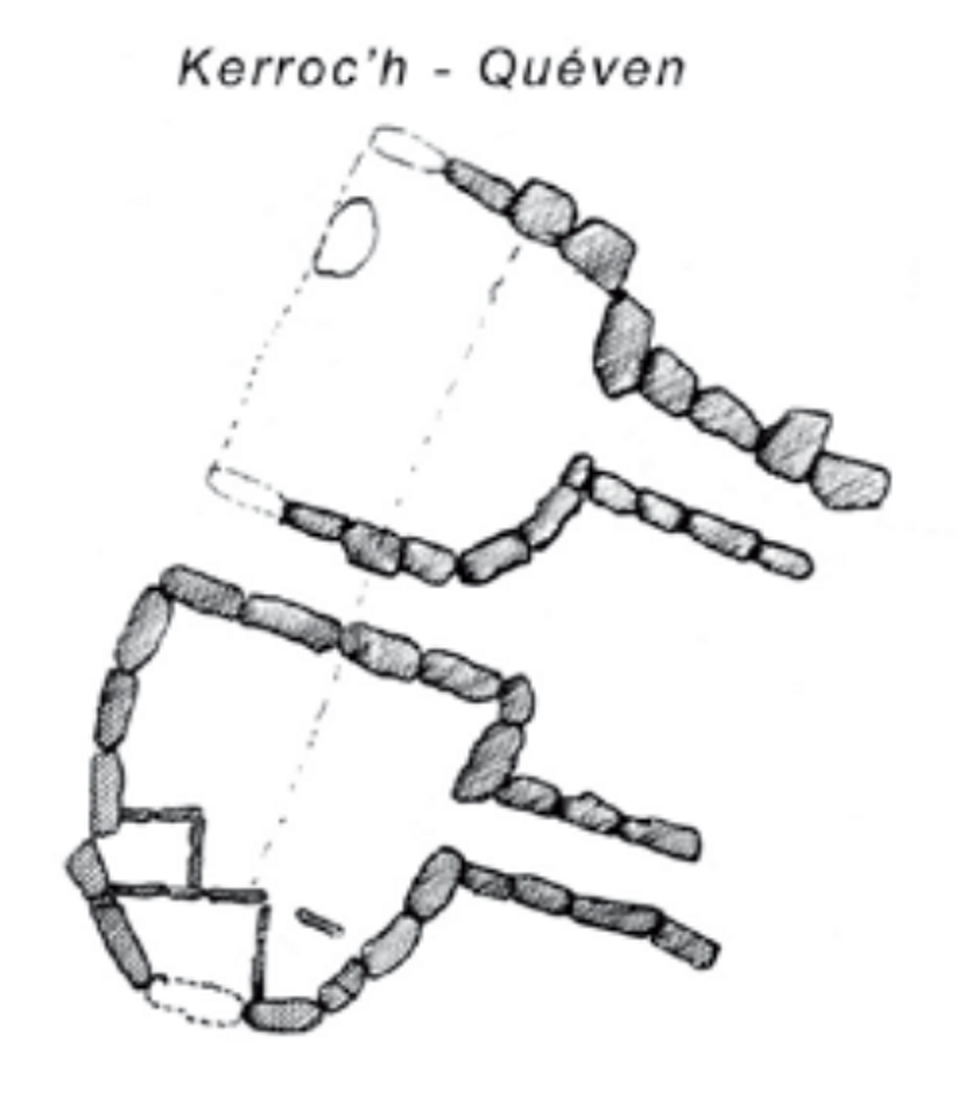
Plan du tumulus de Kerroc’h, réalisé par Le Pontois.

Les deux dolmens sont inclus dans un unique cairn de 12 mètres de diamètre. Les deux dolmens à couloir ouvrent au sud-est sur la même façade du cairn. Le dolmen du nord-est comprend une chambre sub-circulaire d'environ 3,50 m de diamètre délimitée par seize orthostates dont deux plus élevés à l'entrée de la chambre. Le couloir est délimité de chaque côté par quatre dalles, son axe est centré sur celui de la chambre. Trois dalles reposent au sol à l'intérieur de la chambre. L'une des deux dalles de l'entrée de la chambre comporte des gravures représentant deux crosses, l'une dans le tiers supérieur et l'autre dans le tiers inférieur.
Le second dolmen adopte un plan en « q ». La chambre mesure 4,50 m sur 4,50 m. Comme pour le premier dolmen, elle est délimitée par seize dalles et les deux dalles de l'entrée sont légèrement plus hautes. L'intérieur de la chambre était compartimenté par trois coffres, deux de forme rectangulaire et le troisième de forme triangulaire. La chambre est précédée d'un couloir long de 3 m et large de 0,80 à 1 m délimité par trois dalles de chaque côté. La dalle de l'entrée côté gauche comporte un mamelon surmonté d'un trait horizontal de 115 mm de long, et la dalle de l'entrée côté droit est gravée d'un motif de crosse tournant à droite de 24 cm de long.

## Matériel archéologique
le matériel archéologique découvert correspond à des ossements humains et à un  mobilier lithique (lame de silex du Grand-Pressigny, petite lamelle, hache polie, morceau d'ardoise avec cupules) et céramique (vase apode à col rétréci et anses).